# NGC 6526
NGC 6526 (другое обозначение — ESO 521-*N18) — эмиссионная туманность со звездой в созвездии Стрелец.
Этот объект входит в число перечисленных в оригинальной редакции «Нового общего каталога».